# Richard Richardsson
Richard Richardsson –también escrito como Richard Rikkardsson– (Undersåker, 1 de febrero de 1974) es un deportista sueco que compitió en snowboard, especialista en la prueba de eslalon gigante paralelo.
Participó en tres Juegos Olímpicos de Invierno, entre los años 1988 y 2006, obteniendo una medalla de plata en Salt Lake City 2002, en el eslalon gigante paralelo.
Ganó una medalla de oro en el Campeonato Mundial de Snowboard de 1999, en la prueba de eslalon gigante paralelo.

## Medallero internacional
| Juegos Olímpicos   | Juegos Olímpicos                | Juegos Olímpicos | Juegos Olímpicos         |
| Año                | Lugar                           | Medalla          | Competición              |
| ------------------ | ------------------------------- | ---------------- | ------------------------ |
| 2002               | Salt Lake City (Estados Unidos) | Medalla de plata | Eslalon gigante paralelo |
| Campeonato Mundial |                                 |                  |                          |
| Año                | Lugar                           | Medalla          | Competición              |
| 1999               | Berchtesgaden (Alemania)        | Medalla de oro   | Eslalon gigante paralelo |